# Frankie Banali
Frankie Banali (Queens, Nueva York, 14 de noviembre de 1951-Los Ángeles, California, 20 de agosto de 2020) fue un baterista estadounidense, reconocido por su trabajo con la banda de heavy metal y glam metal multiplatino Quiet Riot, siendo el único miembro que quedaba de la formación clásica de la banda en ese momento. Adicionalmente, tocó la batería en la banda de heavy metal W.A.S.P., así como con Billy Idol, Faster Pussycat y Steppenwolf.

## Carrera

### Inicios
Hijo de inmigrantes europeos, Jack (italiano) y Martha (española) Banali. En 1975 se mudó a Los Ángeles, donde pasó cuatro años tocando la batería con varias bandas, incluyendo Steppenwolf con Nick St. Nicholas y Goldy McJohn. En 1979, Banali, junto con el bajista Dana Strum, ensayó secretamente con el entonces guitarrista de Quiet Riot Randy Rhoads y Ozzy Osbourne, ya que este último buscaba un guitarrista para lanzar una nueva banda.

### Quiet Riot

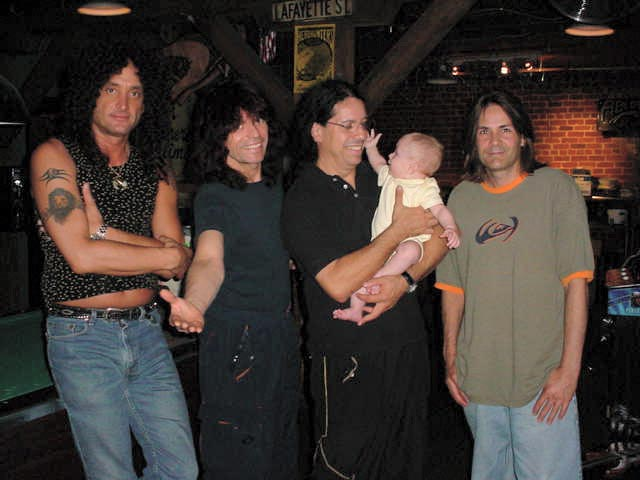
(De izquierda a derecha) Kevin DuBrow, Rudy Sarzo, Frankie Banali y Carlos Cavazo, formación que grabó el exitoso álbum Metal Health.

En 1980 se reunió con Kevin DuBrow y formó la banda DuBrow con una gran cantidad de músicos, antes de establecerse con el exguitarrista de Snow Carlos Cavazo y el bajista Chuck Wright. Después de que Rudy Sarzo reemplazó a Wright, DuBrow cambió el nombre del grupo a Quiet Riot (que era el mismo nombre de la banda que DuBrow, Sarzo y Randy Rhoads habían usado antes de que Sarzo y Rhoads se fueran para unirse a la banda de Ozzy Osbourne). Después de firmar con Pasha Records en septiembre de 1982, Banali y Quiet Riot tuvieron éxito con Metal Health, que se lanzó seis meses después de firmar su contrato con Pasha Records.
En noviembre de 1983, ocho meses después de su lanzamiento, Metal Health alcanzó el primer puesto en las listas Billboard 200 (reemplazando a Synchronicity de The Police), convirtiéndose en el primer álbum de heavy metal en llegar al número 1 en las listas. Metal Health finalmente vendió más de 10 millones de copias en todo el mundo y ayudó a cimentar la carrera de Quiet Riot.
Cuando se lanzó Condition Critical en julio de 1984, las tensiones comenzaron a separar lentamente a Quiet Riot, pero Banali resistió, a través de cambios de alineación y una disminución en cantidad de fanáticos (principalmente causada por el comportamiento errático de Kevin DuBrow). En 1989, Quiet Riot se disolvió después del tour de su álbum homónimo, que fue lanzado en octubre de 1988.

### Otros proyectos
En el momento de grabar el álbum homónimo de QR, también tocó la batería en el álbum The Headless Children de W.A.S.P. Después de que Quiet Riot se disolvió, se reincorporó a W.A.S.P. para hacer una gira en apoyo del álbum. En 1990, Banali fue llamado por Faster Pussycat para reemplazar al despedido Mark Michals, durante su gira en apoyo de su álbum de 1989 Wake Me When It's Over.
Después de la muerte de su madre en noviembre de 1990, Banali se reagrupó y formó una banda llamada Heavy Bones con el guitarrista Gary Hoey. Lanzaron solo un álbum en 1992, antes de disolverse. En 1993, Banali se reincorporó a Quiet Riot después de que Bobby Rondinelli dejó la banda para unirse a Black Sabbath. En 1994 también asumió el cargo de gerente de la banda, supervisando las decisiones comerciales de la misma.
Después de tres álbumes y más cambios de alineación (incluida la reunión de la clásica alineación de Metal Health a partir de 1997), Quiet Riot se disolvió en 2003. Banali y DuBrow reformaron Quiet Riot en octubre de 2004 con el bajista Chuck Wright y el nuevo guitarrista Alex Grossi. Lanzaron un álbum con la alineación, Rehab en 2006, antes de la prematura muerte de DuBrow en noviembre de 2007.
Banali anunció la disolución de Quiet Riot el 14 de enero de 2008. No sería hasta septiembre de 2010 que Banali (con la bendición de la familia de Kevin DuBrow) reformó Quiet Riot con Wright y Grossi. Originalmente contrataron a Mark Huff, pero fue despedido en enero de 2012. Mientras Keith St. John entró para cumplir con las fechas de la gira, contrataron a Scott Vokoun en marzo de 2012. En noviembre de 2013, Vokoun abandonó la formación y fue reemplazado por Jizzy Pearl. En junio de 2014, Quiet Riot lanzó 10, su primer álbum en ocho años.

### Documental
A mediados de 2010, Banali recaudó fondos on line a través de la plataforma Kickstarter con su esposa Regina Russell Banali por el capital inicial para la producción de un documental sobre la banda, titulado Quiet Riot - Well Now You're Here There No Way Back, una película que ambos produjeron y dirigieron. El monto final recaudado fue de casi $24,000. La película se estrenó en el Newport Beach Film Festival el 29 de abril de 2014. El 18 de enero de 2017, Frankie fue incluido en el Salón de la Historia del Heavy Metal por su contribución al género.

## Influencias
Las principales influencias de Frankie Banali incluyen a John Bonham (batería de rock), Buddy Rich (batería de jazz tradicional), Simon Phillips, Dennis Chambers y Vinnie Colaiuta.

## Vida personal
El padre de Frankie, Jack, murió de cáncer en 1974.
La madre de Frankie, Martha, murió después de una batalla de ocho años contra el cáncer de seno, el 14 de noviembre de 1990, en el cumpleaños número 39 de Frankie.
Banali se casó con su primera esposa, Karen (nacida el 20 de enero de 1969), en 1994. El 17 de febrero de 1997, nació su hija Ashley. El 14 de abril de 2009, Karen murió de insuficiencia cardíaca a los 40 años.
El 11 de noviembre de 2015, Frankie se casó con su segunda y actual esposa, Regina Russell Banali, quien produjo y dirigió un documental sobre Quiet Riot Well Now You're Here There No Way Back.
En octubre de 2019, Banali reveló a los medios que llevaba meses luchando contra un cáncer de páncreas, enfermedad que al momento del anuncio se encontraba en su cuarta etapa. Finalmente murió a causa de su enfermedad a las 19:18 hrs. del 20 de agosto de 2020, a la edad de 68 años.

## Discografía

### Con Vic Vergeat Band
- Vic Vergeat Band (1982)

### Con Hughes/Thrall
- Hughes/Thrall (1982)

### Con Billy Thorpe
- East Of Eden's Gate (1982)

### Con Quiet Riot
- Metal Health (1983)
- Condition Critical (1984)
- QR III (1986)
- Quiet Riot (1988)
- Terrified (1993)
- Down to the Bone (1995)
- Rehab (2006)
- Live & Rare Volume 1 (2005)
- Quiet Riot 10 (2014)
- Road Rage (2017)
- Live in Milan (2018)
- Hollywood Cowboys (2019)[17]

### Con Hear 'N Aid
- Stars (1986)

### Con Kuni
- Masque (1986)

### Con W.A.S.P
- The Headless Children (1989)
- The Crimson Idol (1992)
- Still Not Black Enough (1995)
- Unholy Terror (2001)
- The Neon God: Part 1 - The Rise (2004)
- The Neon God: Part 2 - The Demise (No se le dieron créditos) (2004)
- Re-Idolized (Soundtrack to the Crimson Idol) (2018)

### Con Heavy Bones
- Heavy Bones (1992)

### Con Blackthorne
- Afterlife (1994)